# 에른스트 하인리히 베버

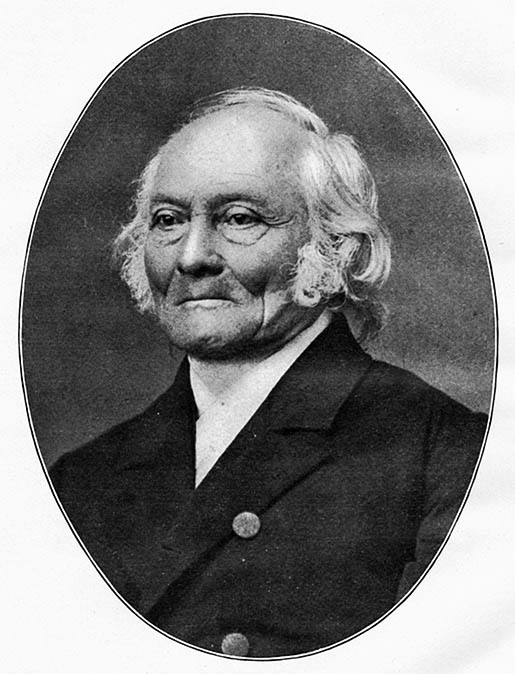

에른스트 하인리히 베버Ernst Heinrich Weber, 1795년 6월 24일 ~ 1878년 1월 26일)는 독일의 해부학자·생리학자이다. 비텐베르크에서 태어났다.
베버의 가장 큰 업적은 감각기능에 대한 체계적인 연구이다. 1826년경 기존의 생리학자들이 별로 관심을 갖지 않았던 촉각에 대해 연구하기 시작해 물리적인 구조와 자극, 그리고 그 결과를 늘 고려했으며, 정량적으로 기술하려고 노력했다. 그는 또한 여러 연구를 통해 두 개의 유사한 자극 간에 차이를 느낄 수 있는 최소한의 자극 변화량에 대한 개념을 도입하여 베버의 법칙을 주장했다. 또 모든 감각에는 더 이상 감각의 증가가 느껴지지 않는 최대자극이 있음을 발견하고, 이를 종말역치라고 했다.